# Llangain
Llangain (en anglais) ou Llan-gain (en gallois) est un village et une communauté du Carmarthenshire, au pays de Galles.
Au recensement de 2011, elle comptait 573 habitants.